# NGC 562
NGC 562 este o galaxie spirală situată în constelația Andromeda. A fost descoperită în 30 noiembrie 1885 de către Lewis Swift.